# Voinașivka, Bar
Voinașivka (în ucraineană Войнашівка) este localitatea de reședință a comunei Voinașivka din raionul Bar, regiunea Vinnița, Ucraina.

## Demografie
Componența lingvistică a localității Voinașivka
     Ucraineană (98,74%)
     Rusă (1,08%)
     Alte limbi (0,18%)
Conform recensământului din 2001, majoritatea populației localității Voinașivka era vorbitoare de ucraineană (98,74%), existând în minoritate și vorbitori de rusă (1,08%).